# Chamelet
Chamelet település Franciaországban, Rhône megyében. Lakosainak száma 703 fő (2022. január 1.). Chamelet Chambost-Allières, Létra, Dième és Saint-Just-d’Avray községekkel határos.

## Népesség
A település népességének változása:
| Lakosok száma | 641  | 655  | 679  | 682  | 688  | 694  | 697  | 700  | 703  |
|               | 2013 | 2015 | 2016 | 2017 | 2018 | 2019 | 2020 | 2021 | 2022 |